# لرما (پیمونت)
لرما (به ایتالیایی: Lerma) یک کومونه در ایتالیا است که در استان آلساندریا واقع شده‌است.

## خصوصیات
لرما ۱۴٫۵ کیلومترمربع مساحت و ۸۳۳ نفر جمعیت دارد و ۲۹۳ متر بالاتر از سطح دریا واقع شده‌است.